# Pseudocereal
Los pseudocereales son plantas de hoja ancha (no gramíneas) que se utilizan de la misma manera que los cereales (los verdaderos cereales son pastos). Su semilla puede molerse para convertirla en harina y utilizarla como tal. No contienen gluten.
Ejemplos de pseudocereales son el amaranto (kiwicha, huautli, Amaranthus hypochondriacus), la quinoa y el alforfón o trigo sarraceno.

## Listado

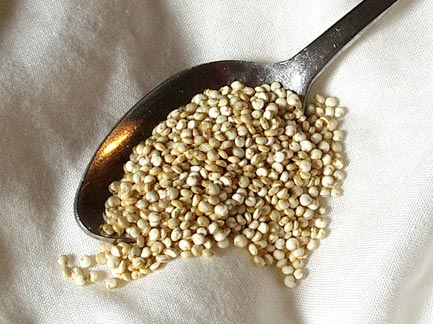
La quinoa no es una gramínea, pero sus semillas se vienen comiendo desde hace 6000 años.

- Amaranto

- Kiwicha
- Huautli
- Amaranthus hypochondriacus

- Alforfón o trigo sarraceno
- Typha
- Chia
- Celosia
- Cañihua
- Chenopodium berlandieri
- Quinoa
- Acacia

## Usos
Actualmente, los pseudocereales son muy apreciados para la elaboración de panes sin gluten y otros productos de repostería. Constituyen una saludable alternativa a los ingredientes más comúnmente utilizados en los panes y productos específicos para celíacos comercializados, para las personas que sufren trastornos relacionados con el gluten y necesitan hacer una dieta estricta sin gluten, tales como la enfermedad celíaca (enfermedad autoinmune que puede afectar a cualquier órgano del cuerpo y manifestarse con múltiples síntomas diferentes, frecuentemente sin ningún síntoma digestivo), la sensibilidad al gluten no celíaca (posiblemente inmuno-mediada, con síntomas indistinguibles de los de la enfermedad celíaca) o la alergia al trigo, entre otros.
Asimismo, el empleo de pseudocereales para la elaboración del pan y otros productos relacionados, resulta una buena alternativa para una parte de celíacos o sensibles al gluten que son intolerantes a la horceína del maíz.
Los pseudocereales son aptos para el consumo de personas que padecen algún trastorno relacionado con el gluten cuando están libres de contaminación cruzada con gluten (también denominada "trazas"), que puede ocurrir durante los diferentes pasos de la recolección y elaboración, tanto en la cosecha de los granos, el transporte, la molienda, el almacenamiento, el procesamiento, la manipulación o el cocinado.

## Propiedades nutricionales
Los pseudocereales poseen un elevado índice de valor nutricional y biológico, superior al de los cereales con gluten (que incluyen el trigo, la cebada, el centeno, la avena, y todas sus variedades e híbridos) tanto por su composición en aminoácidos, como por su biodisponibilidad o digestibilidad.
Representan una buena fuente de proteínas, fibra dietética, hidratos de carbono, vitaminas, minerales y ácidos grasos poliinsaturados. Asimismo, su empleo permite una mayor variedad de alimentos en la dieta sin gluten y constituyen una alternativa más económica a los productos sin gluten elaborados estándar, por lo que facilitan el cumplimiento de la dieta.
Sus numerosas ventajas nutricionales no se limitan a las personas con trastornos relacionados con el gluten, sino que son aplicables a la población general. Entre ellas, se pueden destacar las siguientes:
- Contienen proteínas de calidad superior a las del trigo y en mayor cantidad.[1][3] Concretamente, en los pseudocereales se encuentran grandes cantidades de lisina, arginina, histidina, metionina y cisteína, que son aminoácidos de alta calidad.[4]
- Su contenido en fibra es más elevado que el de otros cereales y vegetales, siendo aproximadamente igual al del trigo.[4]
- Si bien su contenido en lípidos (grasas) es mayor en comparación con otros alimentos de origen vegetal, estos consisten fundamentalmente en ácidos grasos insaturados, en particular ácido α-linolénico, que resultan beneficiosos para la prevención de enfermedades cardiovasculares.[4]
- La quinua y el amaranto contienen concentraciones considerablemente más elevadas de ácido fólico que el trigo, y son una excelente fuente de B2, B6, C y E.[4]
- Su contenido en minerales es aproximadamente del doble que el de otros cereales.[4]
- Contienen hidratos de carbono beneficiosos para la salud, ya que reducen el colesterol, el índice glucémico y los ácidos grasos libres.[1]
- Presentan mejor digestibilidad que los cereales.[3]
- Contienen compuestos bioactivos tales como antioxidantes, fructooligosacáridos y almidón resistente.[3]

Asimismo, el empleo de pseudocereales para la elaboración del pan y otros productos relacionados, resulta una buena alternativa para una parte de celíacos o sensibles al gluten que son intolerantes a la horceína del maíz.